# 托雷斯海峡

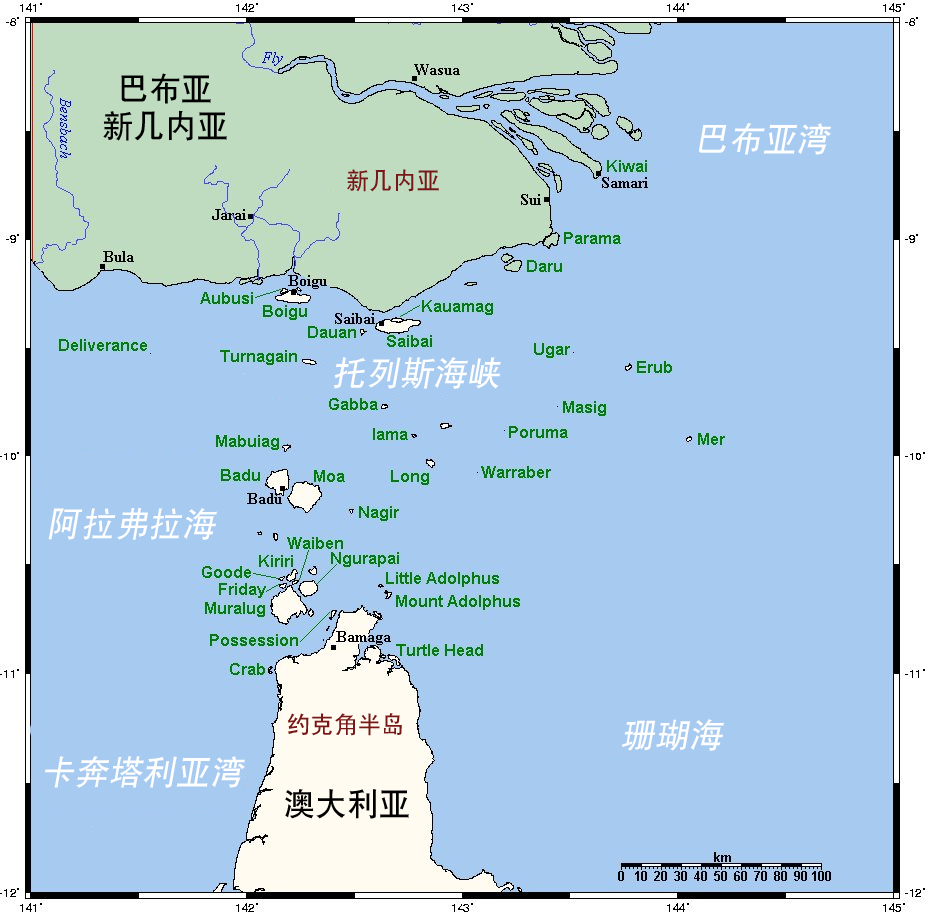
托雷斯海峡地图。

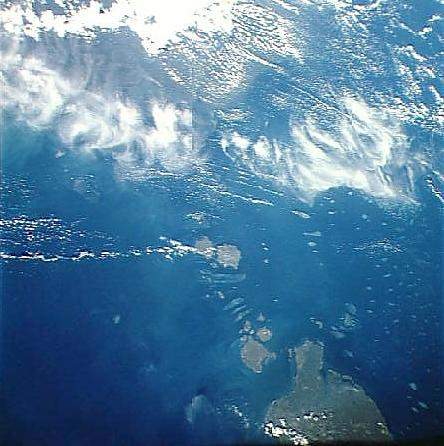
托雷斯海峡，约克角半岛在图片下方，可以看到托雷斯海峡群岛向北伸延至巴布亚新几内亚（美国国家航空航天局STS-35）

托雷斯海峡（英語：Torres Strait）是位於澳大利亚与新几内亚的美拉尼西亚岛之间的水体，海峡最窄处约阔150公里；南面是约克角半岛（澳大利亚昆士兰州的最北端），北面是巴布亚新几内亚的西部省。

## 地理
托雷斯海峡连接东面的珊瑚海和西面是阿拉弗拉海，水深较浅，且暗礁和岛屿使船只的航行较危险，但它仍是重要的国际海洋航道。
托雷斯海峡上有数组岛屿，称为托雷斯海峡群岛。在最少274个岛屿中，17个有人类永久居住。这些岛屿有不同的地形、生态系统和形成的历史。其中几个靠近新几内亚海岸由冲积土沉积而成的岛屿地势较低，是由河流的流出物所组成。在海峡西部的岛屿则较多山，地势较陡峭，由花岗岩组成，是大分水岭最北部分的山峰，当上一次冰河时期结束，海平面上升，这些山峰因而成为了岛屿。海峡中部的岛屿大部分是珊瑚礁，东部的则是火山岛。这些岛屿是澳大利亚的领土，由星期四岛管理。
岛屿的原住民是托雷斯海峡群岛人——与邻近的新几内亚的巴布亚人有关的美拉尼西亚人。不同的托雷斯海峡群岛人部落有独特的文化和在群岛以及邻近海岸上存在已久的历史。从数千年前开始，他们与巴布亚人和澳洲原住民的贸易促进了三个民族的种族融合。
群岛上主要流行两种原住民语言——Lagau Ya语和Meriam Mìr语。根据澳大利亚2001年的人口普查，托雷斯海峡群岛上有8,089人。

## 历史
欧洲首个在托雷斯海峡航行的人是葡萄牙海员路易斯·瓦斯·德·托雷斯——西班牙佩德罗·费尔南德斯·德·基罗斯的考察队的副司令。1605年，考察队从秘鲁航行至南太平洋，基罗斯的船只返回墨西哥后，托雷斯继续他预期经摩鹿加群岛到马尼拉的航行。他行经新几内亚以南海域，可能也看到澳大利亚的极北处，但彼時并无确切纪录证明。
在1769年，苏格兰地理学家亚历山大·达尔林普尔找到了托雷斯这次到马尼拉的航行纪录，他并以托雷斯之名为托雷斯海峡命名。
在1770年，詹姆斯·库克發現澳大利亚东部沿岸，他沿澳大利亚海岸航行时曾经过托雷斯海峡。伦敦传道会在1871年到达达恩利岛（Darnley Island），托雷斯海峡群岛，此后在1879年英國在澳大利亞的東北地區成立昆士兰殖民政府。所以，群岛后来即成英国殖民地。
托雷斯海峡在儒勒·凡尔纳的《海底两万里》中被形容为危险的海峡，潜艇鹦鹉螺号曾在當地搁浅。
由於海峽北岸的巴布亞新畿內亞於1975年獨立，澳、巴兩國決定就托雷斯海峽國界進行劃分，最終於1978年簽訂《托雷斯海峽條約》。根據條約規定，除外側其中三個島嶼劃歸巴布亞新畿內亞外，海峽上絕大多數島嶼繼續劃歸澳洲；至於其餘部分海界，則分為兩種，當中海床邊界按中線原則劃分。